# Rutilus prespensis
Rutilus prespensis je slatkovodna riba iz porodice šarana. Može se naći u Prespanskom jezeru koje se prostire u Albaniji, Grčkoj i Makedoniji.
Pojavljuje se u blizini obale i u plitkim, močvarnim dijelovima jezera, a naraste i do 17 cm dužine.